# Museu de la Mediterrània
El Museu de la Mediterrània és un museu de Torroella de Montgrí centrat en la Mediterrània. Està situat a la casa pairal catalogada del segle XV-XVI anomenada Can Quintana. El museu està dedicat al territori proper al municipi i el conjunt del Mediterrani, i fomenta el coneixement dels pobles del Mediterrani. Es tracta d’un museu interactiu i dinàmic, que no solament conté una exposició permanent, sinó també espais dedicats a l’art pictòric i contemporani. Acull també exposicions temporals relacionades amb la temàtica del museu.
És també Centre d'Interpretació del Parc Natural del Montgrí, les Illes Medes i el Baix Ter. Allotja el Centre de Documentació del Montgrí, les Illes Medes i el Baix Ter i la Càtedra d'Ecosistemes Litorals Mediterranis, amb les quals col·labora.
Forma part de la Xarxa Territorial de Museus de les Comarques de Girona, la Xarxa de Museus de la Costa Brava, la Xarxa de Museus Marítims de la Costa Catalana i la Xarxa de Museus d'Etnologia de Catalunya. També forma part de l'Observatori del Patrimoni Etnològic i Immaterial.

## Història
El Museu de la Mediterrània és hereu del Museu del Montgrí i del Baix Ter, més conegut com a Museu del Montgrí, que fou fundat a les primeries dels anys 1980 i instal·lat originalment a la Casa Pastors. L'any 2003 es va traslladar a l'edifici de Can Quintana, amb l'objectiu de modernitzar l'espai expositiu i donar una nova orientació temàtica al museu, connectant el patrimoni local amb el medi i la cultura mediterrània. D'aquesta manera, l'1 de maig de 2003 obria les portes el nou museu.

## Edifici històric de Can Quintana
L'edifici de Can Quintana és una finca històrica de la vila. Es tracta d'una antiga casa pairal intramurs que ha estat catalogada a cavall de finals del segle xv i inicis del segle xvi. Està construïda sense fonaments i conserva elements ornamentals de pedra i de forja en la façana del carrer d'Ullà. Consta de planta baixa -adaptada com a recepció del museu, espais d'exposició temporal, aules i auditori-, pis -on hi ha l'exposició permanent del museu-, golfes -on s'hi ubiquen les oficines i el centre de documentació- i una coberta de teula a dues vessants, amb el carener paral·lel a la línia de façana. Té un jardí, o pati, a la part posterior, on s'hi conserven vuit palmeres centenàries, com a símbol indiano. De fet, Albert Quintana i Combis, una de les figures destacades de la família Quintana, fou, entre d'altres càrrecs, intendent general a Cuba. Són remarcables les obertures emmarcades en pedra, allindanades i d'arc rebaixat. La porta d'accés, modificada, conserva encara les dovelles de l'anterior, d'arc de mig punt. A principis del segle XX (1907-1908) Rafael Masó va encarregar-se de la decoració dels interiors de la casa de Pompeyo de Quintana, seguint la corrent noucentista. Entre d'altres reformes de Masó, s'hi poden contemplar el sostre enteixinat de fusta, l'escalfapanxes i l'arrimador ceràmic, en el primer pis. També és obra de Masó, l'escalinata del pati. L'edifici també té altres elements ornamentals com les restes pictòriques i algunes sales nobles, que es poden apreciar en el primer pis.
El casal fou residència de la família Quintana, propietaris benestants i comerciants d'oli i vi. Encara ara, a la planta baixa, on s'hi ha conservat elements originals, com el trull i la tina de vi que hi ha exposat a la planta baixa. La figura més notable fou Albert Quintana i Combis, polític liberal de la Renaixença catalana. Va ostentar, entre d'altres càrrecs, el de governador d'Osca, el de intendent general d'Hisenda, a l'illa de Cuba. També tingué gust per la poesia i ell mateix es feu conèixer com El Cantor del Ter.
L'edifici fou restaurat íntegrament per acollir el museu. A l'altra banda del jardí de Can Quintana hi ha la Biblioteca Municipal Pere Blasi d'instal·lació coetània al museu, convertint d'aquesta manera can Quintana en un potent eix cultural del poble. Així doncs el pati acull amb relativa freqüència concerts i altres activitats públiques.

## Exposició permanent

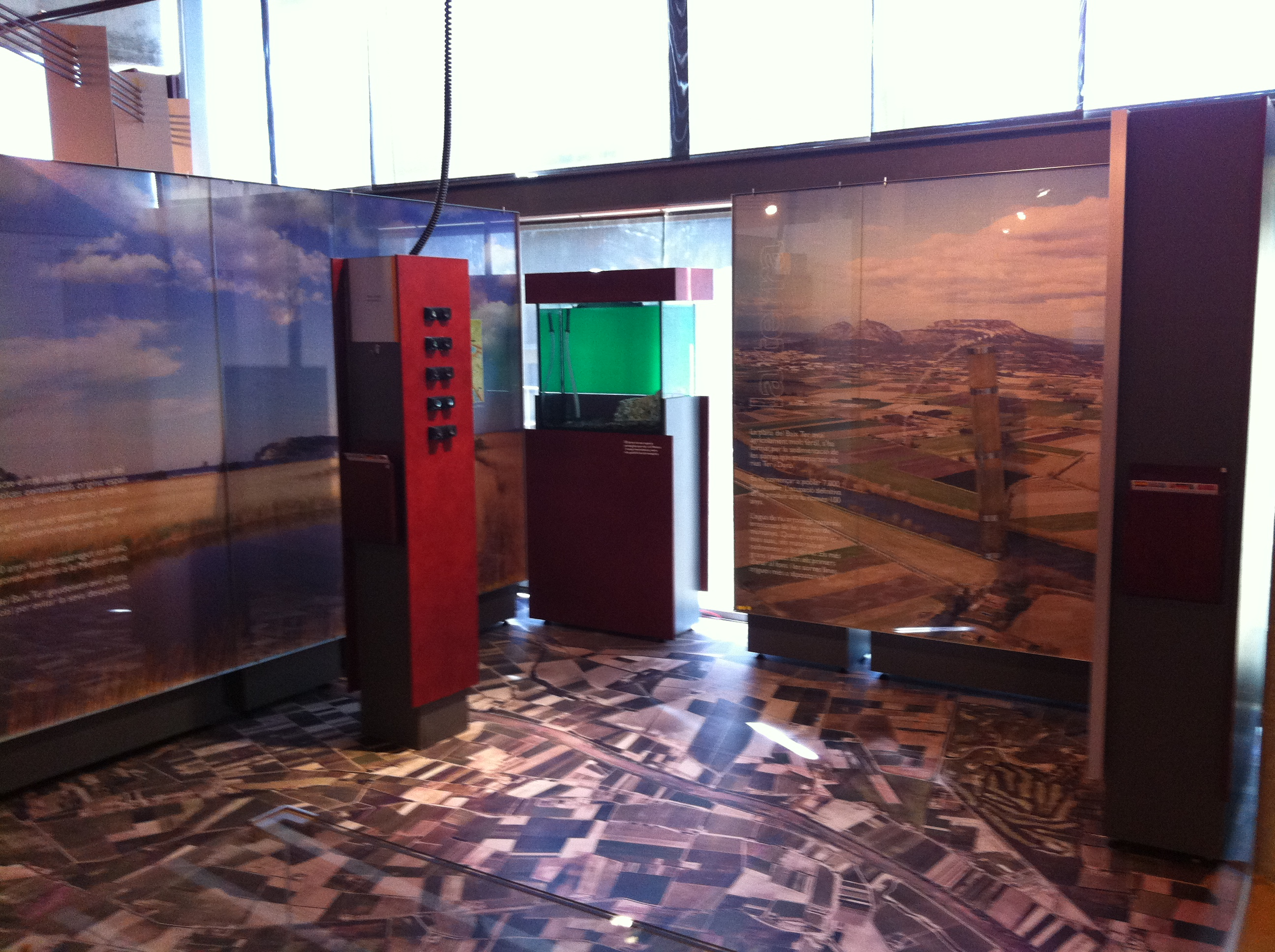
Espai dedicat al Parc Natural del Montgrí, les Illes Medes i al Baix Ter

El seu fil conductor és el so i les músiques, de tal manera que vol mostrar el mar Mediterrani amb els cinc sentits. Allí s'hi exposen parts de la història, la natura i la música mediterrànies. El recorregut és el següent: 
- Espai de rebuda, o sala introductòria, que conté un mapa gegant del Mediterrani i cites de pensadors mediterranis. Es vol visualitzar com el mar és el nexe d'unió entre pobles i cultures.[26]
- Territori i la història, conté continguts sobre l'entorn natural del Parc Natural del Montgrí, les Illes Medes i el Baix Ter, la prehistòria i la història del municipi. Inclou diferents peces arqueològiques d'interès.[27][28] Hi ha un espai també dedicat als intercanvis culturals que ha permès la Mediterrània.[29]
- La música, un espai dedicat a la música i el so humà de la Mediterrània. També hi ha una sala dedicada a la cobla i la sardana, estretament vinculada a la vila de Torroella. A més, com a elements lligats a la tradició i la música popular, s’hi exhibeixen els gegants antics de Torroella (s.XIX).[30][31]
- Un mar de tots, conté instruments icònics de cada poble de la mediterrània.[32]

## Peces destacades

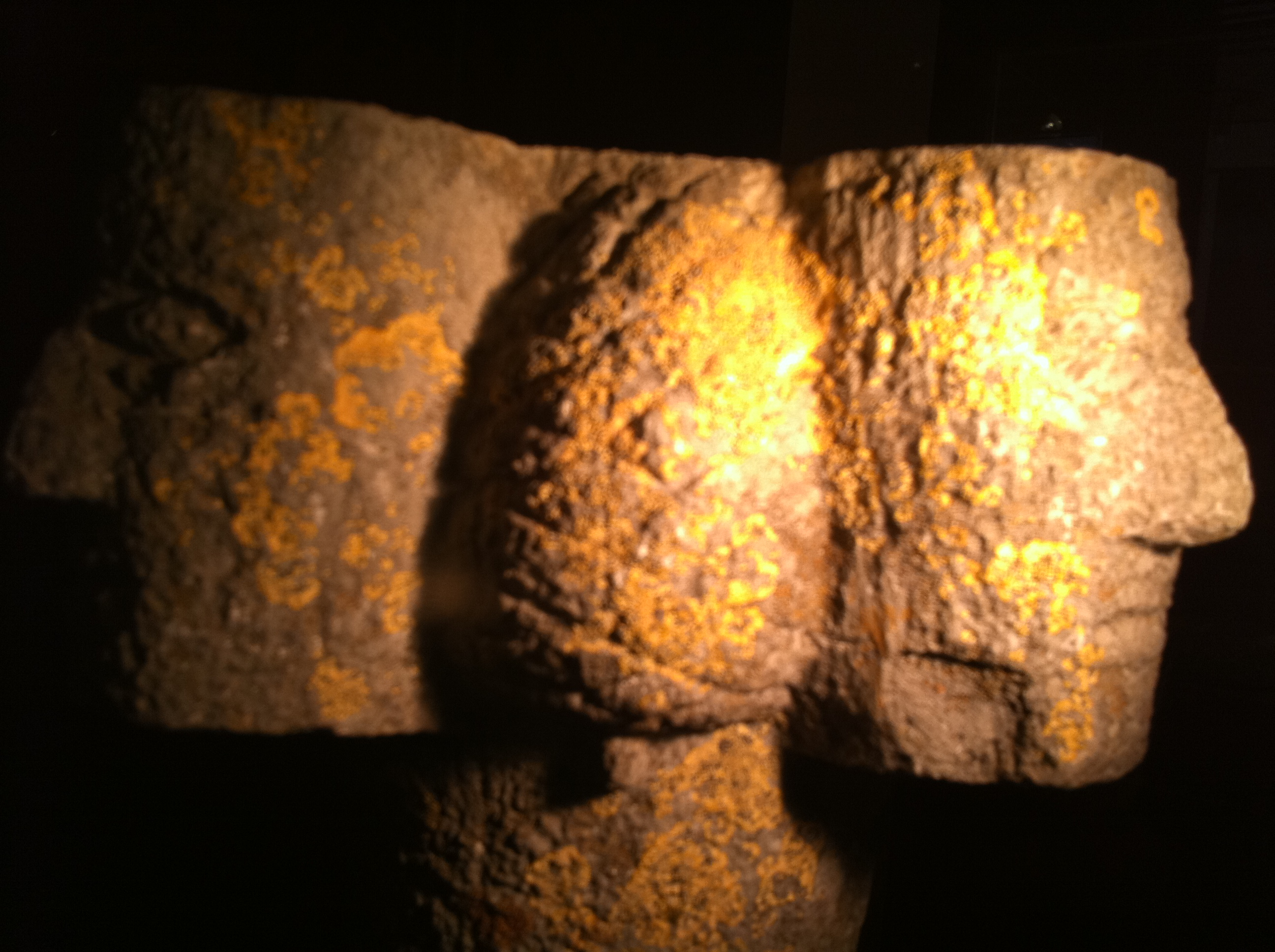
Capitell romànic del Castell Montgrí

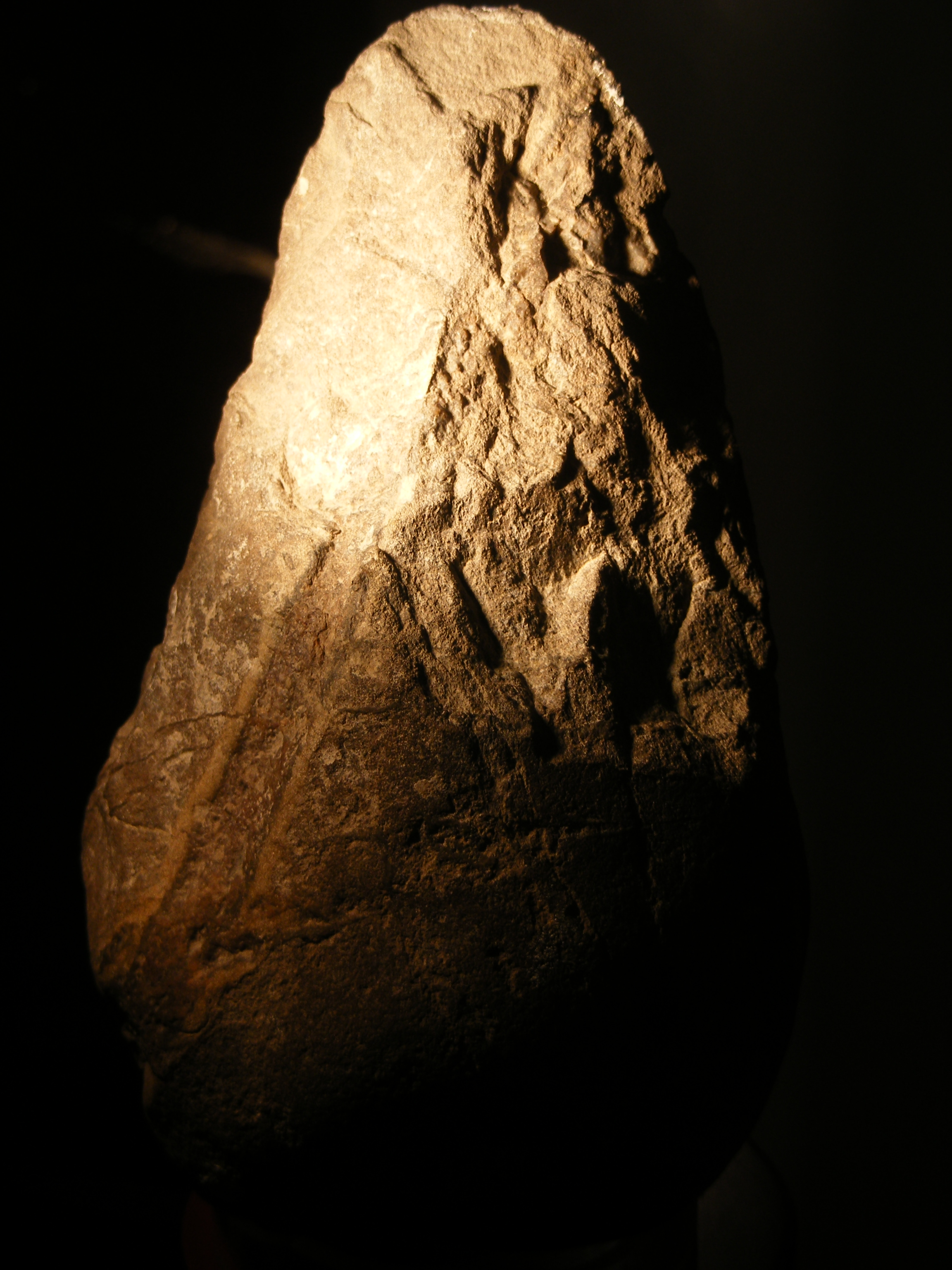
Pic del Montgrí

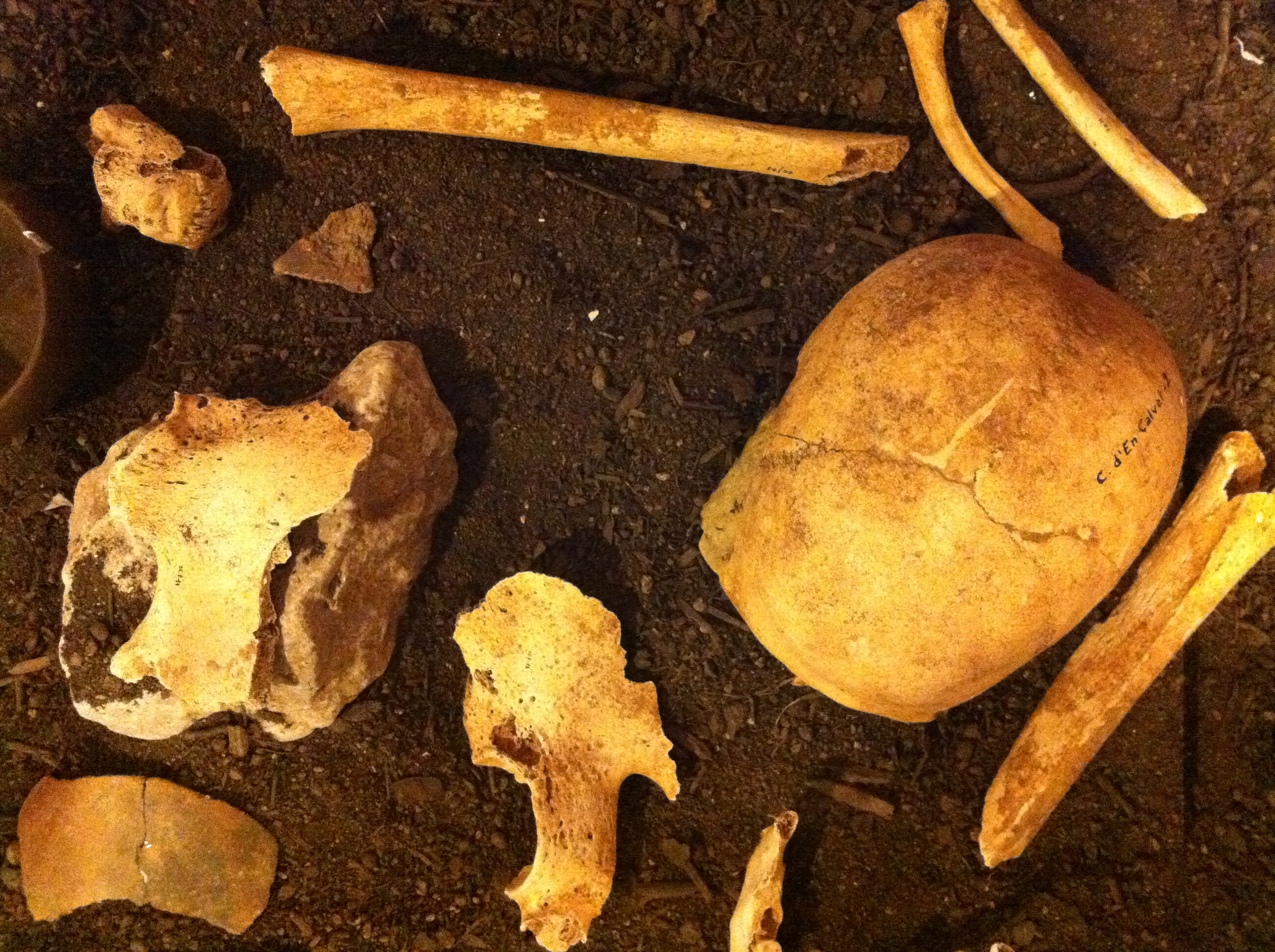
Restes esquelètiques d'en Cau d'en Calvet

- Pic del Montgrí eina lítica unifacial sobre còdol, del Paleolític inferior trobada al Cau del Duc.[33]
- Capitells del Castell Montgrí, elements decoratius senzills trobats a la façana del Castell Montgrí, d'inspiració romànica.[34]
- Terra sigillata, fragments ceràmics d'època d'August.[35]
- Gra tubular d’or d’un collaret neolític: gra bitroconcònic, única a la península Ibèrica datada a finals del IV mil·lenni i principis del III AC.[36]
- Tenora: instrument de vent tradicional de català, d’ús habitual en les cobles.[37]
- Flabiol: instrument de vent tradicional català, un dels més antics i més representatius de música popular catalana.[38]

## Exposicions temporals
El Museu de la Mediterrània té tres sales d'exposicions temporals: 
- Espai Montgrí: Sala d’exposicions temporals d’art contemporani. Actualment, acull el cicle “Camins propers”, que reuneix joves artistes del territori, comissionat per l’artista Mar Serinyà.[39]
- Espai Medes: Sala estable dedicada al pintor Francesc Gimeno (1858-1927), que va residir tres anys a Torroella de Montgrí. Aquest espai és el resultat de la donació pictòrica del fons Martínez-Solans, feu en 2014. És per això que la sala també rep el nom de “Fons Martínez-Solans. Francesc Gimeno, paisatgista del Montgrí".[40][41]
- Espai Baix Ter: Sala d’exposicions temporals vinculades a la Mediterrània, al Montgrí, les Illes Medes o el Baix Ter. Ha acollit exposicions sobre el pintor Joan Fuster[42] o l'arquitecte Rafael Masó.[43]

## Centre de documentació

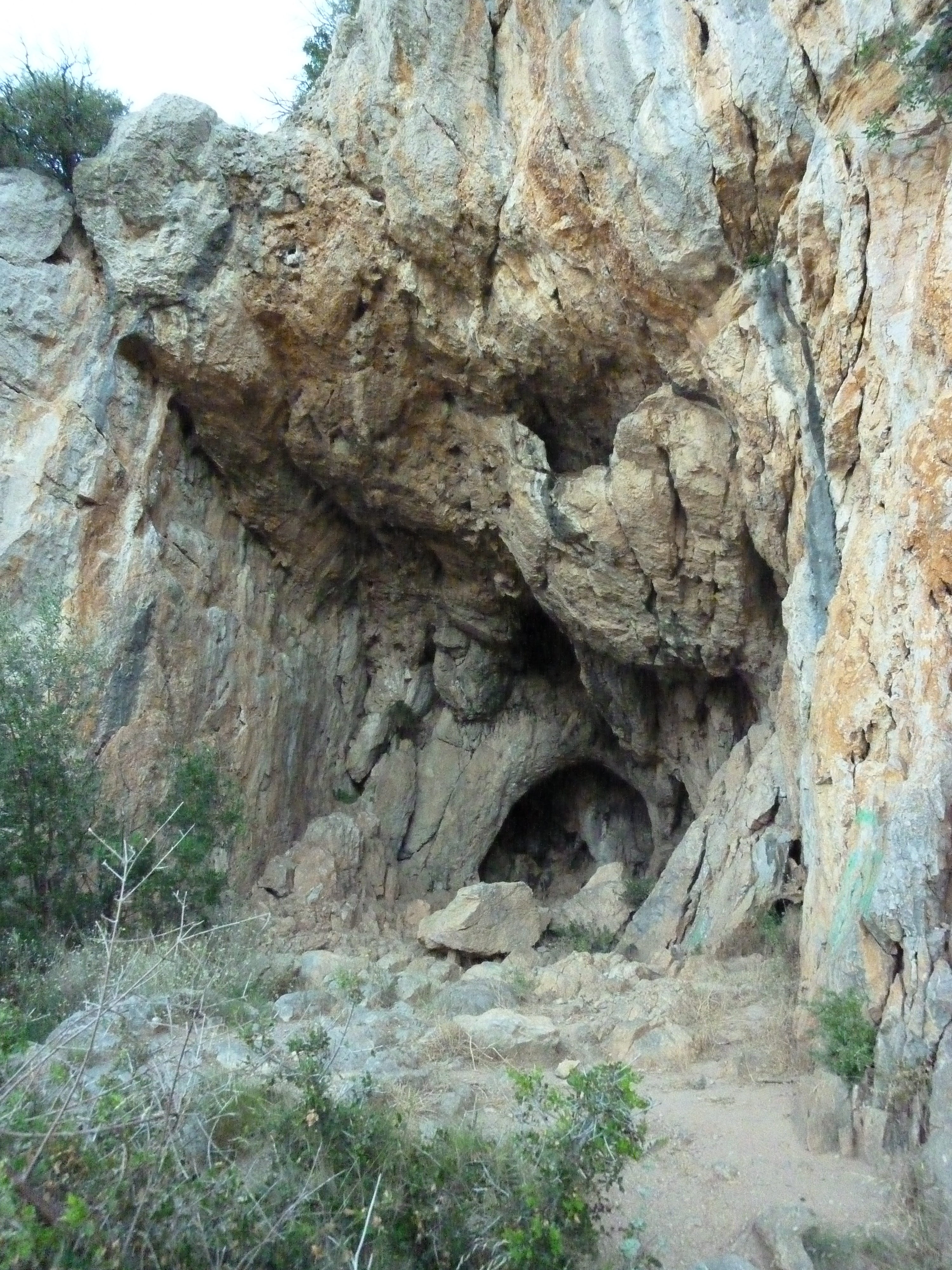
Cau del Duc, jaciment paleolític. Les restes arqueològiques trobades aquí es conserven al Museu de la Mediterrània.

Integrat en les instal·lacions del Museu de la Mediterrània, s'hi ubica el Centre de Documentació del Montgrí, les Illes Medes i el Baix Ter. Conté un important arxiu fotogràfic, partitures, audiovisuals, fulletons, publicacions, monografies i treballs inèdits. A més, des de l'any 2012 també és Centre de Documentació del Parc Natural del Montgrí, les Illes Medes i el Baix Ter, per tant custodia els documents i treballs generats en aquest espai natural.
El centre de documentació té fons sardanístic, que inclou, entre d'altres peces de Vicenç Bou, Pere Rigau o Salvador Dabau, Ricard Viladesau, Josep Pi i Pasqual, Charles Doutres o Enric Vilà i Armangol, com l'arxiu de la cobla Montgrins i la Caravana.
El Museu de la Mediterrània custodia el fons Martínez-Solans, una donació sobre documentació i d'obres pictòriques del pintor Francesc Gimeno. Hi ha un important i divers fons arqueològic i etnogràfic. Custodia les peces arqueològiques de les intervencions realitzades al municipi, entre ells el Cau del Duc, el Cau del Duc d'Ullà, el jaciment neolític de la Fonollera, el Camp de la Gruta o el de l'ermita de Santa Maria del Mar. Alguns famílies, a més, hi han fet donacions de material etnogràfic, com eines del camp o d'oficis perduts. 

## Càtedra d'Ecosistemes Litorals Mediterranis
És una entitat que té la seu en les instal·lacions del Museu de la Mediterrània. S’encarrega de la difusió de l’estudi, restauració, gestió i difusió dels espais naturals del litoral del Baix Ter. Va néixer l’any 2008, gràcies a un conveni entre l’Ajuntament de Torroella de Montgrí i la Universitat de Girona. Per tant, es tracta d’un instrument de recerca, dirigida pel professor Xavier Quintana. Un dels projectes en els que participa és el Life Pletera, que desurbanitza i restaura l’antiga llacuna litoral de la Pletera, al nord de la desembocadura del riu Ter.

## Equipaments i serveis connexos
- Auditori: Sala de conferències al interior de les instal·lacions del museu. En aquest espai s’hi realitzen diferents activitats, entre elles les Jornades de Política Internacional[51] o les Jornades Ernest Lluch,[52][53][54] sobre temes d’actualitat política. També, cada primer dijous de mes s’hi realitza el Ple de l’Ajuntament de Torroella de Montgrí.[55]
- Serveis educatius: La diagnosi del serveis educatius de la Xarxa Territorial dels Museus de Girona (2017)[56] va citar la proposta educativa del Museu de la Mediterrània com un exemple de bones pràctiques, pel que fa al seu plantejament didàctic.
- Elements patrimonials: El museu custodia la Mina d’Aigua de Torroella, una infraestructura d'origen medieval, on hi realitza visites.[57][58]
- Publicacions: El juliol del 2007 el Museu de la Mediterrània es va integrar en la plataforma de Revistes Catalanes amb Accés Obert (RACO) on hi té digitalitzats els Papers del Montgrí,[59][60] revista de recerca en temes locals. També ha editat o co-editat els següents llibres:
  - Francesc Gimeno i els paisatges del Montgrí (2007)[61]
  - Veus de la mediterrània (2009)[62]
  - Mascort. El paisatge retrobat (2011)[63]
  - Joan Fuster. Una mirada personal (2017)[64]

## Activitats complementàries
El Museu de la Mediterrània és, des de l’any 2013, una de les seus de la Mostra Internacional de Cinema Etnogràfic que organitza l’Observatori de Patrimoni Etnològic i Immaterial de la Generalitat de Catalunya. Des del 2016, organitza, a l’agost, els “Capvespres musicals”, un cicle de concerts de petit format de música tradicional i d’arrel. En col·laboració amb el Departament de Cultura de la Generalitat de Catalunya, el museu també organitza les Trobades de Música Mediterrània.